# صابرينا محفوظ
صابرينا محفوظ هي شاعرة مصرية ومؤلفة مسرحيات وفنانة وكاتبة  من جنوب لندن، المملكة المتحدة. نشأت صابرينا في القاهرة ولندن. هي كاتبة ينبعث ألهامها من التراث الثقافي المتنوع لتخلق أعمال مسرحية وشعرية بسيطة ومتصلة وسهلة وقوية. تقوم صابرينا بتنظيم ورش عمل ومسرحيات ولقاءات بهدف جعل الفنون تصل لجميع الأشخاص وخلق الوعي بالقضايا الاجتماعية من خلال المشاركة الإبداعية.

## التعليم
حصلت صابرينا على ليسانس الأدب الأنجليزي والآداب الكلاسيكية من كلية كينجز لندن وكذلك حصلت على ماجيستير في السياسة الدولية والعلاقات الدبلوماسية من مدرسة الدراسات الشرقية والإفريقية.

## المشوار المهني
شقت صابرينا مشوارها المهني بالخدمة المدنية لصاحبة الجلالة ببرنامج فاست ستريم، وذلك بالعمل مع وزارة الدفاع وغيرها من الأقسام.
قامت بترك الخدمة المدنية لتصب تركيزها على الكتابة المبتكرة و حصلت على جائزة وستمنستر للكتابات المسرحية الجديدة لعام 2010 وذلك من أجل أول مسرحية قصيرة كتبتها بعنوان ذات بوي (ذلك الولد) والتي تم عرضها في مسرح سوهو بلندن.
مكنتها أعمالها الشعرية من الحصول على جائزة كرييتف ريسيدانس عام 2011 بنادي ذا هوسبيتال في لندن.
تمت دعوتها لنيويورك بصحبة أولد فيك نيو فويسس لبرنامج تي أس إيلويت أكستشنج عام 2011، ولاحقاً في ذلك العام أٌنتج أول عرض منفرد لها، دري أيس (الثلج الجاف) حيث تم عرضه لأول مرة في أوندربلي خلال مهرجان إدنبرة الدولي عام 2011. تلقى دري أيس (الثلج الجاف) الذي أخرجه ديفيد شويمر إشادة من النقاد وتم ترشيحه للفوز بجائزة ذا أستيج لأفضل أداء منفرد. انتقل العرض فيما بعد لمسرح بوش بلندن ومسرح كونتاكت بمانسشتر.
عام 2012 قام كلاً من أولد فيك نيو فويسس و أيدياس تاب بأختيار مسرحيتها ون أور أونلي، ساعة فقط، للفوز بجائزة إدنبرة وليتم عرضها في أوندربلي. أيضاً في ذلك العام كتبت مسرحية قصيرة بعنوان كلين (البرئ) لمسرح ترافيرس كجزء من مسرحيات ذا بريكفاست (الإفطار) 2012، والتي فازت بجائزة هيرلد أنجل.
عام 2013 تم تصنيف كلين (البرئ) كأطول وأكثرعمل مسرحي تم عرضه في مسرح ترافيس و أوران مور في غلاسكو، ومن ثم تم عرضه في مسرح 59 إي 59 في نيويورك عام 2014.
حصلت محفوظ على منحة سكاي أكادمي للفنون عام 2013، وهو ما سمح لها بأنتاج أعمال شعرية تم جمعها في كتاب تحت عنوان ذا كلين كولكشن (مجموعة البرئ) والذي نشرته دار بلومزبري.
أيضاً مكنتها المنحة من إنتاج وكتابة عرض مسرحي جديد بعنوان شيف (الطاهية) وهو ماتم عرضه في أوندربلي عام 2014 وتم عرضه لاحقاً في مسرح سوهو وذلك في يونيو 2015.
حصل عمل شيف (الطاهية) على جائزة فريندج فيرست وتم ترشيحه لجائزة كارول تامبور، وهي أفضل جائزة لمهرجان أدنبرة بنيويورك، كما ترشح لجائزة برايتون فريندج للإبداع وكذلك جائزة ذا هولدن ستريت ثيت أديلايد. كانت جائزة ذا أستيج للإبداع الفني من نصيب المؤدية جايد أنوكا.
عام 2014 قام مجموعة من الشباب بانتداب وعرض مسرحيتها التي تتحدث عن حرية التعبير في مصر بالمسرح القومي وذلك للذكرى السنوية لمهرجان روابط المسرح القومي.
كانت محفوظ كاتبة مسرحيات خلال عملها بمسرح ذا بوش؛ وكانت شاعرة خلال عملها بكيب فيرويل، وكانت كاتبة بلبيبرتي لصالح مؤسسة ليبرتي يو كى؛ كما كانت واحدة من قادة التشكيل العالمي بالمنتدى الاقتصادي العالمي.
في عام 2016 صور عمل درامي قصير لصابرينا محفوظ بعنوان بريكنج ذا كود (فك الرمز) أنتجته بي بي ثري و بي بي سي و بي بي سي دراما؛ وقامت بكتابة الأعمال الدرامية التالية وتم إنتاجها بالمملكة المتحدة وعلى الصعيد الدولي: وز أليتل بيت أوف لك (مع القليل من الحظ)، إنتاج شركة بايز بلاو، و سلج (الكسول)، إنتاج نابوكوف، وذا لف أي فيل أز رد (الحب الذي أشعره أحمر اللون)، إنتاج مسرح توباكو فاكتوري، والكالداريوم، إنتاج مسرح أنكت \ تيتر غروب، و سلو (البليد)، إنتاج كى في أس بروسلس، وليلاز رووم (غرفة ليلى)، إنتاج ثيتر سنتر، وباتلفيس (مواجهة المعركة)، إنتاج مسرح بوش.

## الكتب

### الشعر
هاو يو ميت نو مي (كيف من الممكن أن تعرفني) \ مجموعة كاملة (دار نشر أوت سبوكن، 2016)
كرافت أوف يوز (براعة العمل) لكيت فلتشر \ قصيدة (دار نشر روتليدج، 2016)
أوت- سبوكن أنثولوجي 2015 (مقطتفات أوت سبوكن ) 2015 \ ثلاث قصائد (دار نشر أوت سبوكن، 2016)

### الكتابات المسرحية
ليلاز روم، غرفة ليلى (دار نشر ميثون بلومزبري، 2016)
وز اليتل بيت أوف لك، مع القليل من الحظ (دار نشر ميثون بلومزبري، 2016)
نيو مونولوجس فور ومين، مناجات حديثة للمرأة المحررة بواسطة جيفري كولمان \ كتابين (دار نشر ميثون بلومزبري، 2016)
ناشيونال ثيتر كونكتشنز مونولوجس، روابط المناجات بالمسرح القومي، حرره أنتوني بانكس \ كتاب (دار نشر ميثون بلومزبري، 2016)
خطابات الاداء للممثلين السود والممثليين من الشرق الأوسط والممثلين من جنوب آسيا حررته سيميليا هودج-دالواي \ كتابين (دار نشر ميثون بلومزبري، 2016)
شيف، الطاهية (دار نشر ميثون بلومزبري، 2016)
ناشيونال ثيتر كونكتشنز، نيو بلايز فور ينج بيوبل، روابط بالمسرح القومي، مسرحيات جديدة للشباب حررها أنتوني بانكس \ مسرحية (دار نشر ميثون بلومزبري، 2016)
ذا كلين كولكشن، مجموعة  البرئ (دار نشر ميثون بلومزبري، 2016)

### ادب الخيال
هير أي ستاند، هنا أقف، حررتها أمنستي أنترناشونال \ قصة (دار نشر والكر بووكس، 2016)

### ادب الواقع
ذا جود إميجرانت، المهاجر الفاضل، حرره نيكيش شوكلا \ مقال (دار نشر أنبوند، 2016)

## المسرحيات
باتلفيس، مواجهة المعركة (2016، مسرح بوش)
سلج، ضباب (2016، نابوكوف)
ذا لف أي فيل أز رد، الحب الذي أشعره أحمر اللون (2016، مسارح توباكو فاكتوري)
وز اليتل بيت أوف لك، مع القليل من الحظ (2016، باينز بلاو)
ليلاز روم، غرفة ليلى (2016، سنتر ثيتر)
كالداريوم (2016، أنكت ثيتر\ تيتر غروب)
شيف، الطاهية (2015، جست فور لافز ثيراتكلز، 2014، مسرح بي أو بي)
أشوب سيلينج سبيتش، خطاب بيع المتجر (2013، ناشونال ثيتر كونكتشنز)
ديسناتشورد، الغير طبيعي (2013، شكسبير إن شوريديتش)
برئ (2013، مسرح ترافيرس)
ون أور أونلي، ساعة فقط (2012، مسرح ميد فروم سكارتش \ أولد فيك نيو فويسز)
دري أيس، الثلج الجاف (2011، أس أم \ 2012 مسرح بوش)

## التليفزيون
ريل وي ناتشن:جرني إن فيرس، سكك حديد ناتشن: رحلة في بيت شعري (بي بي سي تو / بلاست! فيلمز)
 وي بيلونج هير، نحن ننتمي هنا (بي بي سي إيبلاير / ذا اسبيس)
بريكنج ذا كود، فك الرمز (بي بي سي ثري / بك تاستر / بي بي سي دراما)

## فيلم
ألون توجيزر، وحدنا معاً (بي بي سي إيبلاير / ديكابو)
صابرينا محفوظ: سبوكن وورد، الكلمة المنطوقة، (سكاي أرتس)

## الرقصات
روزاليند (شركة جيمس كازينز)
 أي أيماجن، أنا أتخيل (شركة أكاش أوديدرا)
ذا دينج سوان، البجعة الهالكة (رويال باليت)

## أوبرا
باوس أند بادلوكس، الكفوف والأقفال (كيت ويتلي / بلاسكهيث هالز)
أي أم أي ساي، أنا أقول (كيت ويتلي)
ذي كرويل كت، الجرح القاسي (كيت ويتلي)
سانسير (كا. ويلمسلو / دار الأوبرا الملكية)

## الجوائز
| السنة | الجائزة                                                                         | النتيجة           |
| ----- | ------------------------------------------------------------------------------- | ----------------- |
| 2016  | جائزة بوكسز أر ماي باج ريدرز تشويس من أجل عمل ذا جود إميجرانت                   | ربح               |
| 2015  | جائزة أرتس فوندشن فلوشيب من أجل الأداء الشعري                                   | ترشيح             |
| 2014  | جائزة فريندج فيرست من أجل عمل شيف (الطاهية)                                     | ربح               |
| 2014  | جائزة كارول تامبور الأفضل في إدنبرة وذلك من أجل عمل شيف (الطاهية)               | ترشيح             |
| 2014  | جائزة برايتون فريندج للإبداع من أجل عمل شيف (الطاهية)                           | ترشيح             |
| 2014  | جائزة هولدن سيكريت ثيتر من أجل عمل شيف (الطاهية)                                | ترشيح             |
| 2013  | جائزة سكاي أكادمي أرتس سكولرشيب من أجل الشعر                                    | ربح               |
| 2013  | جائزة هيرالد أنجل من أجل مسرحيات ذا بريكفست (الإفطار) بما فيهم كلين (البرئ)     | ربح               |
| 2012  | جائزة أولد فيك نيو فويسز إدنبرة                                                 | ربح               |
| 2011  | جائزة يو كى يونج أرتستس من أجل عمل بوينت بلانك بويتس                            | ربح               |
| 2011  | جائزة ذا أستيج لبراعة التمثيل وأفضل أداء منفرد من أجل عمل دري أيس (الثلج الجاف) | ترشيح             |
| 2010  | جائزة ويستمنستر للكتابات المسرحية الجديدة من أجل عمل ذات بوي                    | ربح للمرة الثانية |

## روابط خارجية
- صابرينا محفوظ على موقع ميوزك برينز (الإنجليزية)